# Tanzania
Ne doit pas être confondu avec la Tanzanie (Tanzania en anglais), le pays d’Afrique orientale.
Genre
Synonymes
- Lilliput Wesołowska & Russell-Smith, 2000 nec Curletti, 1998

Tanzania est un genre d'araignées aranéomorphes de la famille des Salticidae.

## Distribution
Les espèces de ce genre se rencontrent en Afrique subsaharienne et en Inde.

## Liste des espèces
Selon World Spider Catalog (version 23.5, 15/10/2022) :
- Tanzania meridionalis Haddad & Wesołowska, 2011
- Tanzania minutus (Wesołowska & Russell-Smith, 2000)
- Tanzania mkomaziensis (Wesołowska & Russell-Smith, 2000)
- Tanzania parvulus Wesołowska, Azarkina & Russell-Smith, 2014
- Tanzania pusillus (Wesołowska & Russell-Smith, 2000)
- Tanzania striatus Wesołowska, Azarkina & Russell-Smith, 2014
- Tanzania yellapragadai Prajapati & Dudhatra, 2022

## Systématique et taxinomie
- Lilliput[3] Wesołowska & Russell-Smith, 2000, préoccupé par Lilliput Curletti, 1998, a été remplacé par Tanzania par Koçak et Kemal en 2008[4].

## Publications originales
- Koçak & Kemal, 2008 : « New synonyms and replacement names in the genus group taxa of Araneida. » Centre for Entomological Studies Miscellaneous Papers, no 139/140, p. 1-4 (texte intégral).
- Wesołowska & Russell-Smith, 2000 : « Jumping spiders from Mkomazi Game Reserve in Tanzania (Araneae Salticidae). » Tropical Zoology, vol. 13, p. 11-127 (texte intégral).